# Proton Synchrotron 2
Das Proton Synchrotron 2 (Abkürzung: PS2) war ein geplanter Synchrotron-Teilchenbeschleuniger mit 1346,4 m Umfang am CERN. Durch den Bau des PS2 sollte die Luminosität des Large Hadron Collider gesteigert werden. Die Planungen zum Bau des PS2 wurden aus Kostengründen zugunsten einer Erweiterung des Proton Synchrotrons (PS) eingestellt.

## Geschichte
Schon während der Bauphase des LHC wurde über Möglichkeiten zur zukünftigen Steigerung der Luminosität nachgedacht. Als größter Engpass stellte sich dabei das als Vorbeschleuniger dienende Proton Synchrotron heraus, so dass auf einer Konferenz im Herbst 2006 eine Ablösung des PS durch einen Neubau befürwortet wurde. Als Optionen wurden das mit normalleitenden Magneten aufgebaute PS2 sowie ein aus supraleitenden Magneten aufgebaute PS2+ diskutiert.
Mit dem PS2 wurden gleichzeitig neue Vorbeschleunigersysteme geplant. Neben dem bereits geplanten Linac4 ist ein Ersatz des Proton Synchrotron Boosters (PSB) durch einen angedachten 5 GeV Superconducting Proton Linac (SPL) nötig.
Im Jahre 2010 kamen verstärkt Zweifel am ursprünglichen Zeitplan zur Steigerung der Luminosität des LHC auf, sodass eine Erweiterung der bestehenden Infrastruktur aus PS und PSB gegenüber dem Neubau des PS2 favorisiert wurde. Im Jahr 2011 fiel aus finanziellen Überlegungen die Entscheidung gegen den Bau des PS2.

## Technik
Planungen aus dem Jahr 2007 sehen den Bau eines ovalen Tunnels aus zwei Kreisbögen mit 156,6 m Radius, verbunden durch zwei gerade Abschnitte im Abstand von 180 m in einer Tiefe von 50 m vor. Aus einem geplanten Umfang von 1250 m ergab sich zur bestmöglichen Synchronisation mit dem Super Proton Synchrotron und dem PS ein Umfang von 1346,4 m.
Das entspricht den Umfangsverhältnissen von 15:77 zum SPS und 15:7 zum PS.
Die geplante Eintrittsenergie des PS2 hätte 4 GeV betragen, die Austrittsenergie zum Super Proton Synchrotron 50 GeV.
Zur Bauart der Elektromagnete lagen mehrere Vorschläge sowohl in normal- als auch mit supraleitenden Ausführungen vor.